# Dalum Kirke
Dalum Kirke er en kirke i Dalum Sogn i Odense Kommune. Kirken errejst i ådalen nær Odense Ås vestbred. Den var formentlig fra starten tænkt som nordre fløj af et firlænget benediktinernonnekloster, der skulle afløse det ældre anlæg på Nonnebakken. Overflytningen til Dalum var med sikkerhed gennemført 1249, men formentlig allerede i århundredets begyndelse. Således kendes en privilegieskrivelse fra januar 1193, hvori klostret fik sine ordensregler og hellige kar fra benediktinermunkene i Skt. Knuds Kloster, hvorfra også prioren kom. Klostret var viet til Vor Frue (omtalt 1464).
Allerede i det tidlige 1500-tal fungerede klostret i praksis som kongeligt len, men ejerskabet overgik formelt set først til Kronen med reformationen 1536. Nonnerne fik dog tilladelse til at forblive på klostret, og 1571 boede der endnu fire nonner på klostret, hvoraf de to var døtre af rigets kansler Johan Friis, der havde livsbrev på Dalum Kloster. Man kan derfor overveje, om klostret på dette sene tidspunkt snarere havde karakter af jomfru- end nonnekloster.
Dalum Kloster forblev kongeligt len indtil 1662, da det blev solgt til møntskriver Jens Lassen. 1680 blev det taget tilbage af Kronen og 1682 solgt til kammerherre Didrik Schult, hvorefter det ændrede navn til Christiansdal. Kirken lå til denne herregård indtil 1891. 1912 blev den solgt til Dalum Kommune og først ved kommunesammenlægningen 1970 overgik den til selveje.

## Bygning
Det middelalderlige nonnekloster bestod af en firlænget hovedbygning, der formentlig var bundet sammen af en indvendig korsgang. De tre fløje foruden kirken synes opgivet umiddelbart efter den sidste nonne døde 1580. 1590 fandt biskop Jacob Madsen således ingen grund til at nævne klosterbygningerne, og 1602 er det nævnt, at der kun stod "nogle øde mure" tilbage. Klostrets økonomianlæg var anlagt vest for kirken. Her er bevaret en kælder med grathvælv, der siden blev integreret i de bygninger, der blev stedlige lensmands residens (fra 1682 under navnet Christiansdal og med indretningen af et katolsk kloster 1907 til Dalum Kloster).
Den stående kirke er en senromansk teglstensbyning, der er udvidet flere gange i middelalderen. Kor, korsarme og skibets østlige del blev afsluttet o. 1250. Herefter blev skibets to fag opført, inden der blev rejst en vestgavl o. 1275. I senmiddelalderen blev der føjet et tårn til skibets vestgavl samt en tilbygning til tårnets sydside. Desuden blev skibets hvælv fornyede. Efter reformationen forsvandt klostrets økonomiske fundament og kirken forfaldt. Følgelig blev nordre korsarm solgt til gravkapel 1646 og adskilt fra kirkerummet, mens koret blev forkortet og søndre korsarm nedrevet 1647. Sidstnævnte blev genopført 1926-29 under ledelse af arkitekt Knud Lehn Petersen.

## Kalkmalerier
To kongemonogrammer var formentlig de eneste kalkmalerier, der endnu stod fremme efter væggenes hvidtning i 1800-tallet. 1926-29 fremkom flere rester af middelalderlige og eftermiddelalderlige udsmykninger. De fleste blev atter overkalket. Bevarede er en bygmesterindskrift i nordre korsarm ("Hoc op(us) kanutus fecit", dvs. Knud gjorde dette værk) fra tiden omkring kirkens opførelse. I skibet er en senmiddelalderlig dekorativ udsmykning af hvælvene. Til samme udsmykning hører en mand med et moraliserende budskab, der er malet på sydvæggen. I sin nuværende stand er den meget kraftigt restaureret, men fremtræder som en mand, der er tolket som havende erigeret lem (hvilket dog ikke fremtræder entydigt på fotografier fra før restaureringen), der klynger sig til en af kirkens søjler. Desuden er der i det østre hvælv et billede af Johannes Evangelisten med sin ørn.

## Inventar
Kirkens middelalderlige inventar omfatter dels en døbefont af granit, der som noget ret sjældent har bevaret sin dekorative bemaling. Det er ikke helt klart, om fonten stammer fra den nedrevne Hjallese Kirke efter dennes nedrivning, eftersom Dalum i romansk tid jo var nonnekloster og ikke havde grund til at have en døbefont, før den i senmiddelalderen fik status af sognekirke. Korbuekrucifikset stammer fra tiden o. 1275-1300.
Gavlene af to herskabsstole fra 1500-tallet er genanvendt i det moderne stoleværk. De rummer begge skårede våbener, der viser, at den ene herskabsstol tilhørte Johan Friis (der havde livsbrev på Dalum Kloster 1530-71), mens den anden blev indrettet 1585 af Oluf Bager. Både prædikestolen og altertavlen er skåret af den fremtrædende odenseanske billedskærer Anders Mortensen i forbindelse med kirkens ombygning og restaurering 1646-47. Anders Mortensen udførte samtidig gravgitret til kirkeejer Iver Vind og hustru Helvig Skinkels gravkapel (se nedenfor). Fra samme tid stammer kirkens altersølv, der er udført af Simon Matthiesen, Odense, og skænket af biskop Niels Hansen Bang og hustru Anna Hansdatter. Oblatæsken er dog et Augsburgarbejde fra 1704, der blev skænket af Maren Lassen, enke efter sognepræst Jens Pedersen Bergendal.

## Gravminder
Kirken rummer talrige epitafier, heriblandt flere over kirkens sognepræster. Særlig skal fremhæves epitafiet over provst Jacob Lauritsøn Hiort fra 1711, der er indsat i en udskåret ramme udført af billedskærer Michael Tuisch. Desuden er der bevaret talrige gravsten, herunder en romansk gravsten udsmykket med to processionskors, en senmiddelalderlig gravsten fra 1456 med portræt af afdøde, prior Ulf Petersen, og den sirligt udførte gravsten over søstrene Alhed og Anne Friis fra o. 1572, der var de sidste nonner til at bebo klostret.
Iver Vinds og Helvig Skinkels gravkapel blev indrettet 1646-47 i den nordre korsarm der samtidig blev adskilt fra kirken. Korsarmen blev herefter inddelt i et stort rum mod øst med adgang fra koret samt et mindre mod vest med adgang via yderdøren i vestmuren. Fra dette rum var der adgang til selve gravkrypten ad en trappe. I døren mellem kapel og kor indsattes det overdådigt udskårede gravgitter af egetræ, Anders Mortensen udførte 1646-47. Gitteret har relieffer af Dødens Høst med en kolossal Døden, der samtidig tjener som gitrets midtstolpe, og af Ezekiels vision om Israelitternes Genopstandelse. Dets rundbuede topstykke viser Kristus som Verdensdommer. En mindetavle af sten blev indsat over døren (samme indskrift kendes også som kalkmalet indskrift, formentlig fra gravkælderens væg).
I gravkapellet blev Iver Vinds og Helvig Skinkels imposante stenepitafium opsat på østvæggen og slægtens kister på gulvet. 1883 stod der 16 læderbetrukne kister i kapellet. 1890 blev alle skeletter og de syv kister, der fortsat stod i kapellet, begravet i en fællesgrav på kirkegården, hvor der nu ses en mindetavle på kirkemuren. De bevarede kisteplader (nu på Sanderumgård) vidner om, at foruden Iver Vind og Helvig Skinkel blev mindst to af deres børn begravet i kapellet. I praksis blev det dog primært datteren Anna Vind og hendes familie med Arent van der Kuhla, der blev begravet der, og kapellet var primært i brug i tiden 1649-1703.
I forkammeret til Vinds og Skinkels gravkapel (den vestre del af korsarmen) indrettede kirkeejer Niels Benzon til Christiansdal sit eget gravkapel 1764. Det blev nedlagt 1926.

Kapellet var indrettet i korsarmens østlige del, mens den vestre udgjorde et forkammer i den vestlige del og krypt derunder. Der var adgang til kapellet via en dør i korets nordvæg med
Der findes et værk i fire bind (1 I-II, 2 I-II) om Dalum sogn, "Dalum Sogns Historie" af Jacob Hansen og Knud Mortensen. Bind 2 II er udgivet i 1968. Deri kan man læse en artikel om Dalum Kirke.

## Galleri
- Dalum Kirke tegnet i 1867 af Ferdinand Richardt.
- Dalum Kirkes gavl
- Altertavle Dalum Kirke

## Eksterne kilder og henvisninger
- Wikimedia Commons har flere filer relateret til Dalum Kirke
- Dalum Kirke Arkiveret 31. januar 2011 hos  Wayback Machine hos nordenskirker.dk
- Dalum Kirke hos KortTilKirken.dk
- Dalum Kirke hos danmarkskirker.natmus.dk (Danmarks Kirker, Nationalmuseet)